# Повстання бабаї
Повста́ння бабаї́, раніше називалося повстання Баба́ Ісха́ка (тур. Babaî Ayaklanması) — перший масовий виступ туркменських племен у державі Сельджуків, що відбулося з 1239 по 1240 або з 1240 по 1241 роки та було зумовлене соціальними й релігійними розбіжностями всередині держави. Духовним лідером повстання був Баба Ільяс, військовими діями повстанців керував мурид Баба Ільяса Ісхак. Повстання остаточно підірвало й без того ослаблену сельджуцьку державу, підготувавши можливості для монгольського завоювання в 1241—1243 роках.

## Лідери

### Баба Ільяс
Абуль-Бака Шейх Баба Ільяс ібн Алі аль-Хорасані, ймовірно, був туркменом та прибув в Анатолію разом з військом хорезмшаха Джелал ад-Діна в 1230 році. В Анатолії він оселився біля Амасії в селі Чат (зараз Ільяс). Там він зібрав муридів і побудував Завію, в якій їх навчав. Його особистість була оповита легендами вже в XIII столітті, можливо, навіть при його житті, оскільки Симон де Сент-Квентін записав їх всього через кілька років після повстання. Послідовники вважали Баба Ільяса ідентичним Хідру.
Виразник думки сельджуцького двору й сучасник подій Ібн Бібі писав, що Баба Ісхак народився в районі Самосати близько 1204 року, а потім оселився в селі в районі Амасії. Автор «Історії Амасії» Х. Хюсам ед-Дін виклав сумнівну версію, стверджуючи те, що Баба Ісхак був християнином і походив з родини Комнінів. Нібито, він хотів забрати в мусульман захоплені ними землі й створити грецьке царство зі столицею в Амації. Іслам за цією версією Ісхак прийняв удавано. В. Гордльовський і В. Запорожець припускали, що дід Ісхака був християнином-несторіанцем із Сулейманії, який прийняв іслам і переселився в Самосату. Це можливо, але сам Ісхак не був і не міг бути християнином. Ібн Бібі називав його наполовину мусульманином і наполовину язичником. Ісхак вмів жонглювти та робити фокуси, що допомагало, за словами недоброзичливо налаштованого Ібн Бібі, легко обманювати неосвічених туркменів. Бувши учнем Баба Ільяса, Ісхак поширював шиїтські погляди.

### Керівник повстання
Історики схиляються до того, що якийсь Баба Расуль проголосив себе пророком. Як Баба Расуля історики називали або Баба Ільяса, або Баба Ісхака. В. Гордльовський писав, що необхідно уважно вивчити всі джерела про повстання, щоб визначити, які ролі грали Баба Ільяс і Баба Ісхак. Сібт ібн аль-Джаузі (близ. 1256, писав близько 1255), називав ватажка просто аль-Баба з Амасії. Французький хроніст Симон де Сент-Квентін писав зі слів франкських найманців, що придушували повстання, і називав ватажка Paperoissole (Баба Расуль) та не розшифровував того, хто це був. Ім'я Баба Ісхака як ватажка вперше з'явилося в праці Ібн Бібі (близ. 1284), сучасника подій (хоча й писав покоління по тому), але прізвисько «Баба Расуль» Ібн Бібі не згадував. Ще кілька років тому Бар-Ебрей (пом. 1286), який жив у Малатії, писав, що ватажок повстання оголосив себе «Расулаллахом» (пророком Аллаха) і походив з Амасії. Він чітко поділяв двох осіб — ватажка й Баба Исхака. Частина цих авторів добре поінформовані про битви, але не згадували, що Баба Расуль був убитий, а його учень помстився за нього. У наступному столітті Ефлякі, агіограф Джелаладдіна Румі, вказував, що Хаджі Бекташ був учнем Баба Расуля. Османський історик XVI століття Мустафа аль-Джанабі, розділяючи очільника повстання та Ісхака, писав, що людина з Амації Баба (імені він не називав) підняв повстання проти Кей-Хосрова II (1237—1246). Зазнавши поразки, він був страчений разом зі своїм учнем Ісхаком за те, що, нібито, оголосив себе пророком.
А. Я. Оджак, вивчивши всі оповіді, стверджував, що було два лідери: духовний (Баба Ільяс) і військовий (Баба Ісхак). Усі джерела повідомляли, що людина, яка оголошувала себе пророком, мала титул Баба. При цьому «не повинно бути ніяких сумнівів» у тому, що Баба Ільяс мав цей титул. А ось Ісхака як Баба згадує тільки Ібн Бібі, інші ж називали його Ісхак-і Шамі (Ісхак з Дамаска), Шейх Ісхак або просто Ісхак. Ібн Бібі «переплутав ці дві особистості» або змішавши імена, або не розібрався в чутках про двох лідерів (в Кеферсуді й в Амації). Він злив дві особистості в персоні Ісхака та приписав йому титул «Посланника Бога». Ця помилка Ібн Бібі ввела в оману багатьох вчених, які вважали праці Ібн Бібі як достовірне джерело, враховуючи Ф. Кьопрюлю і (спочатку) К. Каен. У радянській історіографії теж було заведено слідувати версії Ібн Бібі. В. Гордльовський стверджував, що «посланником Аллаха» оголосив себе Баба Ісхак. Інші радянські сходознавці так само плутали особистість Баба Ісхака й Баба Ільяса, або називаючи Расуллахом Ісхака, або взагалі не згадуючи Ільяса. У середині XX століття була виявлена хроніка Ельвана Челебі, написана в XIV столітті, автор якої повідомляв, що є нащадком Баба Ільяса, й що Баба Расуль — це його предок. Ознайомившись з хронікою, К. Каен уже в 1969 році змінив думку.
Згідно з Ю. Авер'яновим у сучасній турецькій історіографії прийнята думка, що лідером повстання був Баба Ільяс, він же Баба Расуль, а Баба Ісхак був його мюридом, якого Ільяс послав у Хісн-Мансур для поширення вчення.

## Причини повстання
До недавнього часу історики не аналізували причин повстання. Ще в 1968 році К. Каен писав: «Ці події, що відбулися приблизно в 1240 році та тривали два або три роки, важко інтерпретувати. Не зрозуміло яким чином події на Сході, набіги та завоювання хорезмійців або монгольський натиск могли вплинути на умови життя туркмен в Центральній Малій Азії, й чи були які-небудь наслідки в результаті розширення влади Сельджукідів або поселення хорезмійців. Ми можемо тільки констатувати, що один з основних елементів населення був опозицією уряду Сельджукідів».
У радянській історіографії було заведено виділяти лише економічні причини й називати повстання селянським. Першим був В. Гордльовський, який писав, що повстання «відбулося ..., коли озлоблення селян сягнуло апогею. Безсумнівно, рух, піднятий дервішем Баба-Ісхаком у 1239 році, мала соціальний характер». За словами Гордльовського: «це була справжня класова боротьба, що переросла з антагонізму між селянами, понівечених кабальною працею, й феодалами-гнобителями».
Головною працею сучасної науки щодо бабаї є монографія «Babailer İsyanı» («Повстання бабаї») «відомого турецького дослідника суфізму» А. Оджака. На думку вченого, для правильного розуміння цього повстання, його причин, цілей і його наслідків, потрібно зрозуміти ідеологію, що лежала в його основі.
Одна з відмінностей між кочовими та осілими жителями сельджуцької держави полягала в релігії. Сельджукіди офіційно були сунітами. Це відносилося для жителів міських центрів, але для племінного ійсільського населення було інакше ставлення. Ібн Батута в XIV столітті зауважив, що «жінки країни Рума не були покриті покривалом», а також що «жителі цієї країни суніти, але їдять гашиш». Визнавши себе офіційно мусульманами-сунітами, люди продовжували жити так, як і їхеі предки: їхеі жінки не закривали себе, а чоловіки продовжували вживати гашиш, який був основним засобом екстазу під час шаманських церемоній. Ашікпашазаде визнавав, що його предок не дотримувався приписів ісламу. Туркмени-кочівники вели життя, яке не сприяло розумінню й виконанню вимог традиційного ісламу. Більшість з кочівників були неграмотними, їх не особливо турбували обряди, що вимагають осілого способу життя, їх не цікавили тонкі та складні теологічні проблеми. За словами І. Мелікофф, «неосвічене й просочене забобонами населення не було готове до культурного та духовного впливу медресе». Тому серед них було поширене неортодоксальне розуміння ісламу, яке в їхньому середовищі змішувалося з традиційними доісламськими віруваннями, містицизмом та месіанськими ідеями. На кочівників мав великий вплив не ортодоксальний іслам, а суфізм з його містицизмом і спрощеними ідеями. Нігделі Каді Ахмед ще в XIV столітті писав про кочові племена та їхніх представників, які не мали нічого спільного з ісламом, вірували в Маздака й практикували сексуальну свободу. Ймовірно, так у розумінні прихильника ортодоксального ісламу інтерпретувалися реалії кочового життя, в якій чоловіки та жінки були змушені працювати разом. Однак цей відгук передає й презирство до кочівників, яке відчувалося в ставленні до них з боку освіченого населення. Серед осілих туркменів теж спостерігалася, хоч і меншою мірою, байдужість до ортодоксального ісламу й схильність прислухатися до дервішів і бродячих суфістських шейхів.
Серед причин повстання була зміна системи землекористування — власник ікта й тимарів намагалися перевести їх у спадкове володіння, що призводело до появи нових ікту і тимарів, що, своєю чергою, разом з тривалою міграцією в Анатолію все нових і нових племен, спричинило нестачу вільних земель для випасу стад.
Ще однією причиною, можливо, найважливішою, був кочовий спосіб життя туркмен-скотарів. Щоліта вони переганяли стада овець, коней і верблюдів у пошуках необхідних пасовищ на гірських плато, а перед холодами поверталися до місць зимівлі. Під час цих кочівель витоптували поля й виноградники, скотарі грабували населені пункти, які траплялися на шляху, між селянами-хліборобами та кочівниками-скотарями постійно відбувалися конфлікти, а іноді скотарі суперничали один з одним через пасовища. Відмінності між способом життя осілих і кочових туркменів, і викликані цими відмінностями розбіжності породжували ворожнечу між ними. Міські турки називали кочових «дурними», «тиранами», «нечистими», «брудними». Натомість кочівники називали городян «ледарями». Уряд сельджуків надавав перевагу іранцям, які не любили туркменів. Мабуть, туркмени відчували себе небажаними у своїй державі. Цей соціальний конфлікт і протистояння туркмен між собою й з центральною владою, можливо, зіграли головну роль у повстанні.
Повстанню сприяли політичні обставини та високі податки в період правління Кей-Хосрова, який зійшов на престол в 1237 році й, ведучи розгульне життя, відійшов від державних справ. А. Оджак припустив, що деякі державні діячі або представники груп, ворожих Кей-Хосрову і його візиру, могли таємно домовитися з туркменськими вождями. Але, за словами Оджака, «довести такі політичні комбінації не завжди можливо, навіть якщо вони дійсно трапляються». На думку А.Оджака, міг бути зв'язок лідерів повстання з хорезмійцями, незадоволеними смертю у в'язниці свого лідера, арештованого за наказом Кей-Хосрова. Крім того, із політичних сил, зацікавлених у підриві влади сельджуків, А. Оджак називав монголів і Айюбідів.

## Хід подій

### Підготовка
Баба Ільяс оголосив у 1237 Кей-Хосрова п'яницею, що забув про Бога, і стверджував, що він сам посланий Аллахом для боротьби з несправедливістю. За дорученням Баба Ільяса Баба Ісхак об'єднав навколо себе муридів, які розповсюджували його ідеї. Баба Ісхак був відправлений для пропаганди в Південно-Східну Анатолію, де було багато селян-немусульман, оскільки він сам був з Кеферсуда й з сім'ї іммігрантів. Баба Ільяс призначив день виступу та послав учнів підготувати народ в районі Амасії, Токату, Сівасу, Стамбулу, Марашу, Кеферсуду, Малатії, Ельбістану. Ібн Бібі писав, що Баба Расуль звертався до хорезмійців, закликаючи приєднатися до повстання.

### Датування
Джерела датують початок повстання по-різному, в основному 1239 або 1240 роком (Бар-Ебрей датував його жовтнем-листопадом чи 1240, чи то 1241 року, османський історик аль-Джанабі датував повстання 637 роком Хіджри, Ібн Бібі не датовав повстання).
Згідно з Ельваном Челебі, повстання почалося в середу 10 мухаррама 637 року (12 серпня 1239). Однак, згідно зі сьогоднішніми точнішими розрахунками, цей день не була середовищем, а п'ятницею. За словами Ірен Бельдічану, через орфографічні помилки дата, зазначена Ельваном Челебі, була неправильно прочитана. Згідно з виправленим текстом, повстання почалося 10 мухаррема 638 року (1 серпня 1240). За словами А.Оджака, той факт, що цей день збігається зі середою, підтверджує вірність твердження Бельдичану.

### Хід подій
На заклики лідера відгукнулося багато селян і кочовики. Туркмени таємно готували повстання два роки. Вони почали продавати овець і купувати коней і зброю («продали своїх ослів, і своїх волів і своїх овець, і купили коней, і сіли на них»). Орудж-бек, османський історик XV століття, писав, що султан Кей-Хосров II напав на Баба Ільяса першим. Однак сучасники подій стверджують, що повстання почалося з виступів туркменів поблизу Марашу та Ельбістану.
Спочатку Баба Ісхак захопив Кеферсуд, потім Хісн-Мансур, Гергер, Кяхту, Самосату. Потім повстанці попрямували до Малатії, грабуючи та спалюючи все на своєму шляху. Учасникам повстання Баба Ісхак обіцяв частку здобутого, інших наказав безжально вбивати. І повсталі вбивали всіх, хто відмовлявся визнати Баба Ільяса пророком — і християн, і мусульман. Як писав Бар-Ебрей, «вони вбивали кожного, хто не визнавав, що Баба був "божественним Апостолом і Пророком"». На сторону повсталих частково перейшло військо правителя Малатії в 1241 році. Кей-Хосров II запросив для придушення повстання в район Малатьи плем'я герміян з його вождем Музафереддіном бен Алішір на чолі, але той двічі зазнав біля Малатії поразки від заколотників. У війську Музаффереддіна було, за словами Бар-Ебрео, 500 воїнів і 50 лучників-ченців з монастиря Бар-саум.
Ільяс на ношах муридами урочисто вступив в Амасію. Баба Ісхак після захоплення Токату повів військо заколотників до Амасії для з'єднання з Баба Ільясом. По дорозі до Амасії повсталі напали на Сівас. Місцеві туркменські кочівники примкнули до повсталих. Серед них були племена чепні та афшар (з останнього походили Караманіди). Жителі Сівасу не бажали приєднуватися до шиїтського руху бабаї, ійчинили опір разом з гарнізоном. Захопивши місто, повстанці розправилися з частиною городян і повісили командира гарнізону (ігдішбаші).

### Смерть Ільяса
Чекаючи Баба Ісхака в Амасії, Баба Ільяс, за словами Симона де Сент-Квентіна, закликав своїх послідовників боротися без страху, запевняючи, що їх захищає бог. Але після смерті восьми осіб інші занепокоїлися і запитали його: «Чому ти обдурив нас і інших?» Баба Ільяс відповів: «Завтра я поговорю з Богом у присутності всіх вас і запитаю, чому з нами трапилося це нещастя».
Кей-Хосров послав на придушення повстання свого Атабека, Хаджі Мубарізеддіна Армаганшаха, який взяв в облогу Амасію. Сили повсталих Симон де Сент-Квентін оцінював у 3000 осіб, ймовірно, це були лише учні-шиїти. Армаганшах прибув в Амасію перед приходом повсталих. Він зайняв місто, заарештував Баба Ільяса й стратив його, повісивши його на мурі. Дізнавшись про страту свого лідера, повстанці атакували війська Армаганшаха. У наступному бою заколотники знищили армію Армаганшаха, а його стратили. Не виявивши в місті тіла свого вождя, заколотники оголосили, що він не загинув.

### Придушення повстання
Потім повсталі виступили в напрямку столиці сельджуцьких султанів, Кон'ї. Відповідно до джерел, армія Баба Ісхака становила від 3 до 6 тисяч людей, а в армії сельджуків було від 12 до 60 тисяч осіб, включаючи близько 300 або 1000 найманих франкських солдатів. Останнє зіткнення повстанців з армією сельджуків відбулося в листопаді 1240 року на рівнині Малія, на північний схід від Киршехіру. За описом подій, залишеним Ібн Бібі, 60 тисячне сельджуцьке військо з Ерзінджану пройшло через Сівас і Кайсері, й в Киршехірі зустрілося з бунтівниками. За описом Бар-Ебрео сельджуцьке військо виявилося безсилим, і «тисяча франкських вершників, хто перебував на службі султана, кинулися на заблукалих людей і розсіяли їх. Араби теж приєдналися до них, і вони оточили туркменів та знищили їх повністю, і з них вони не залишили жодної істоти, ні чоловіка, ні жінки, ні дитини, ні тварини. Так ця єресь була погашена». Ібн Бібі також писав, що заколотники були винищені поголовно, помилували лише дітей віком до двох-трьох років. У цьому побоїщі загинув і Ісхак. Сталося це через два роки після початку повстання.
Й. Хаммер, посилаючись на Дженабі, писав, що взяті в полон Баба-Ільяс і Ісхак «настільки просунулися в ласці Своїй у султана, що Мевляна Джелал-ед-дін і його соратники повністю відійшли від нього».

## Значення
На думку Е. Вернера: «повстання стало виразом посилення туркмен і феодального розпаду султанату. Повстання також набуло антифеодальних рис та стало класовою війною». Згідно з А. Новічевим, це було «перше в історії Туреччини селянське повстання» й «одне з найбільших народних повстань у Середні віки на Близькому сході». За словами В. Запорожця, «яка не мала аналогів в історії сельджуцької держави, соціально-політичний рух Баба Ісхака зворушив країну». За словами В. Запорожця, повстання охопило більшу частину території сельджуцької держави, й для придушення повстання султану довелося мобілізувати всі свої сили, тим самим залучити війська, які могли б бути використані в інших місцях. Держава виявилася після придушення повстання серйозно ослабленою. За словами Д. Єремєєва і М. Мейєра, це повстання свідчило про внутрішнє ослаблення султанату перед навалою монголів. Наприкінці 1242 року Байджу зайняв Ерзурум, а 26 червня 1243 року Кей-Хосров і його союзники зазнали поразки при Кесе-дазі.